# Борки (Островский район)
Борки — деревня в Горайской волости Островского района Псковской области.
Расположена южнее впадения в Великую реки Синяя, в 23 км к югу от города Остров и в 4 км к югу от волостного центра, деревни Крюки.
Численность населения деревни по состоянию на 2000 год составляет 11 человек.